# Постриг
Постриг или тонзура (лат. tonsura - стрижење, шишање, бријање) - обријано или ошишано теме главе у облику круга у знак примања монашког пострига.
Древни обичај делимичног и потпуног бријања или кратког шишања главе којег су се, претежно из хигијенских разлога, првобитно придржавали Изидини свештеници, да би га у рано хришћанство Истока увели египатски пустињаци. Већ у VI веку постриг главе у облику тонзуре прописан је за све који приступају свештеничком („бразде на темену") или монашком чину (потпуно шишање главе) и изгледа да је вршен у намери опонашања светих апостола Јакова и Павла. 
Симболично, пак, обруч косе око главе означава Христов трнов венац и говори ο мистичној смрти сваког постриженика на овом свету, али и ο одавању будућем, у духовном и моралном смислу, беспрекорном и савршеном животу.
Будући да портрети епископа и архиепископа на српским средњовековним и позновизантијским фрескама, иконама и минијатурама без тонзура представљају праву реткост, нетачно је мишљење или плод необавештености њено везивање и порекло за римокатолички клер. У српском језику тонзура се назива гуменце (мало гумно) или челка, а насликана је на око 20 портрета што првог српског архиепископа светог Саве, што на дугој галерији црквених великодостојника са теменим кружним постригом почев од XIII (Милешева, 1235; Ариље 1296) па све до средине XVII века (Морача, 1645).